# Bitwa pod Fajsławicami
Bitwa pod Fajsławicami – bitwa stoczona 24 sierpnia 1863 roku pod Fajsławicami w czasie powstania styczniowego. 
Było to jedno z najkrwawszych starć wojsk powstańczych z armią rosyjską w 1863 roku. Oddział powstańców pod dowództwem gen. Michała Heydenreicha Kruka w sile ok. 1500 ludzi został rozbity przez dwie kolumny wojsk rosyjskich "Dońskiej Artyleryjsko-Konnej Dywizji nr.1" dowodzonej przez pułkownika Grigorija Jemanowa i podpułkownika Sołoguba liczące łącznie ok. 2500 ludzi i 9 dział.

## Tło
Po zwycięstwie w bitwie pod Żyrzynem 8 sierpnia Heydenreich postanowił przejść do działań zaczepnych i przebić się za wszelką cenę przez kordon wojsk rosyjskich, blokujący powstańcom kontakt z Galicją.

## Bitwa
24 sierpnia Polacy zostali niespodziewanie otoczeni w niewielkim lesie przez przeważające siły Rosjan. Carski pułkownik Jemanow podzielił wojsko na dwie grupy, pierwszą złożoną z: 8 rot piechoty, szwadronu ułanów, 2 sotni kozaków, 30 dragonów, 7 armat (łącznie około 1500 żołnierzy) dowodził osobiście, drugą dowodził pułkownik Sołogub: 6 rot piechoty, 1,5 sotni kozaków, 2 armaty (około 1000 żołnierzy). Śledząc od wielu dni oddział powstańców generała Kruka, Rosjanie otoczyli zmęczonych powstańców w lesie na północ od wsi Fajsławice i posiadając 9 armat rozpoczęli ostrzeliwanie zgrupowania powstańców.
Jeszcze przed przyjęciem bitwy szeregi powstańców opuścił oddział piechoty Karola Krysińskiego. Pozostałe dwie partie powstańcze Władysława Ruckiego i Hermana Wagnera bezskutecznie próbowały przerwać pierścień okrążenia. Kilkugodzinny ostrzał artylerii rosyjskiej spowodował dotkliwe straty wśród powstańców. Spod ostrzału zdołał się wydostać jedynie oddział kawalerii pod dowództwem samego Heydenreicha.
Polacy w wyniku ostrzału i okrążenia stracili 320 rannych i zabitych, 650 powstańców wzięto do niewoli i odprowadzono do Lublina. Straty rosyjskie były niewielkie i wyniosły kilkunastu zabitych i ok. 40 rannych. 
Powstańców pochowano w zbiorowej mogile na miejscowym cmentarzu. Na mogile postawiono wysoki krzyż dębowy z cierniową koroną – symbol męczeństwa za Ojczyznę.

## Znaczenie
Klęska ta pozbawiła inicjatywy strategicznej oddziały powstańcze na Lubelszczyźnie i przyczyniła się do zanikania gniazd oporu zbrojnego w rejonie lubelskim. Sam Heydenreich zmuszony był wycofać się do Galicji, rezygnując z zakrojonych na szerszą skalę działań militarnych.
Dowodzący wojskami rosyjskimi, pułkownik Jemanow, 16 listopada 1863 roku został odznaczony przez cara Orderem św. Jerzego, za "wybitną odwagę i męstwo w walce z polskimi buntownikami w dniu 12 sierpnia 1863 roku w lesie fajaławickim", także w trakcie kampanii, otrzymał złoty miecz z napisem "za odwagę".